# 北海道道712号緑蔭中湧別停車場線
北海道道712号緑蔭中湧別停車場線（ほっかいどうどう712ごう りょくいんなかゆうべつていしゃじょうせん）は、北海道紋別郡湧別町内を結ぶ一般道道（北海道道）である。

## 概要
路線名の「緑蔭」は湧別町にある地名で、認定時の告示ではここが起点となっている。

### 路線データ
- 起点：北海道紋別郡湧別町旭
- 終点：北海道紋別郡湧別町中湧別北町（旧JR北海道 名寄本線・湧網線 中湧別駅跡）
- 総延長：5.2 km

## 歴史
- 1971年（昭和46年）3月31日 路線認定[1]。
  - 同日全線が重複する北海道道330号中湧別停車場線が廃止[2]。

## 路線状況
起点から0.5 kmの区間は、冬季通行止めとなる。

### 重複区間
- 湧別町北兵村三区 - 湧別町中湧別北町（国道242号）

### 道路施設
道の駅
- かみゆうべつ温泉チューリップの湯（湧別町中湧別中町）1993年（平成5年）4月22日開駅。

## 地理

### 通過する自治体
- オホーツク総合振興局
  - 紋別郡湧別町

### 交差する道路
湧別町
- 国道238号 - 北兵村三区
- 国道242号 - 北兵村三区、中湧別北町（重複）

### 沿線にある施設など
湧別町
- 遠軽信用金庫中湧別支店 - 中湧別中町571
- 中湧別郵便局 - 中湧別中町570
- 北海道銀行中湧別支店 - 中湧別中町
- 湧別町中湧別図書館 - 中湧別中町